# Servoz
Servoz (Servo) és un municipi francès situat al departament de l'Alta Savoia i a la regió d'Alvèrnia-Roine-Alps. L'any 2007 tenia 906 habitants.

## Demografia

### Població
El 2007 la població de fet de Servoz era de 906 persones. Hi havia 364 famílies de les quals 118 eren unipersonals (63 homes vivint sols i 55 dones vivint soles), 87 parelles sense fills, 131 parelles amb fills i 28 famílies monoparentals amb fills.
La població ha evolucionat segons el següent gràfic:
Habitants censats

### Habitatges
El 2007 hi havia 665 habitatges, 385 eren l'habitatge principal de la família, 266 eren segones residències i 14 estaven desocupats. 396 eren cases i 267 eren apartaments. Dels 385 habitatges principals, 269 estaven ocupats pels seus propietaris, 100 estaven llogats i ocupats pels llogaters i 16 estaven cedits a títol gratuït; 20 tenien una cambra, 35 en tenien dues, 82 en tenien tres, 82 en tenien quatre i 166 en tenien cinc o més. 348 habitatges disposaven pel capbaix d'una plaça de pàrquing. A 169 habitatges hi havia un automòbil i a 182 n'hi havia dos o més.

### Piràmide de població
La piràmide de població per edats i sexe el 2009 era:
| Homes | Edats   | Dones |
| ----- | ------- | ----- |
| 0     | 95 o +  | 0     |
| 0     | 90 a 94 | 0     |
| 8     | 85 a 89 | 4     |
| 8     | 80 a 84 | 12    |
| 12    | 75 a 79 | 4     |
| 12    | 70 a 74 | 16    |
| 12    | 65 a 69 | 4     |
| 4     | 60 a 64 | 20    |
| 20    | 55 a 59 | 16    |
| 32    | 50 a 54 | 28    |
| 32    | 45 a 49 | 32    |
| 36    | 40 a 44 | 32    |
| 44    | 35 a 39 | 44    |
| 20    | 30 a 34 | 28    |
| 40    | 25 a 29 | 36    |
| 20    | 20 a 24 | 4     |
| 40    | 15 a 19 | 8     |
| 48    | 10 a 14 | 24    |
| 32    | 5 a 9   | 32    |
| 16    | 0 a 4   | 40    |

## Economia
El 2007 la població en edat de treballar era de 616 persones, 466 eren actives i 150 eren inactives. De les 466 persones actives 453 estaven ocupades (247 homes i 206 dones) i 13 estaven aturades (4 homes i 9 dones). De les 150 persones inactives 48 estaven jubilades, 55 estaven estudiant i 47 estaven classificades com a «altres inactius».

### Ingressos
El 2009 a Servoz hi havia 366 unitats fiscals que integraven 877 persones, la mediana anual d'ingressos fiscals per persona era de 19.835 €.

### Activitats econòmiques
Dels 99 establiments que hi havia el 2007, 1 era d'una empresa extractiva, 1 d'una empresa de fabricació d'altres productes industrials, 11 d'empreses de construcció, 5 d'empreses de comerç i reparació d'automòbils, 4 d'empreses de transport, 8 d'empreses d'hostatgeria i restauració, 3 d'empreses d'informació i comunicació, 2 d'empreses immobiliàries, 13 d'empreses de serveis, 35 d'entitats de l'administració pública i 16 d'empreses classificades com a «altres activitats de serveis».
Dels 16 establiments de servei als particulars que hi havia el 2009, 1 era una oficina de correu, 1 guixaire pintor, 6 fusteries, 2 lampisteries, 2 electricistes, 2 restaurants, 1 agència immobiliària i 1 saló de bellesa.
L'únic establiment comercial que hi havia el 2009 era una botiga de menys de 120 m².
L'any 2000 a Servoz hi havia 13 explotacions agrícoles.

## Equipaments sanitaris i escolars
El 2009 hi havia una escola elemental. Servoz disposava d'un col·legi d'educació secundària amb 4 alumnes.

## Poblacions més properes
El següent diagrama mostra les poblacions més properes.